# Santiago Rodríguez Bonome
Santiago Rodríguez Bonome (Santiago de Compostela, 1 de enero de 1901 – París, 1995) conocido como Bonome, fue un escultor y ceramista español. 
Tiene obra en instituciones como el Museo del Prado, el Museo Provincial de Lugo, Museo de Pontevedra o el Museo nacional de arte moderno de París.

## Biografía
Este escultor gallego, hijo de Antonia Bonome Pérez y Evaristo Rodríguez Brea, se formó en la talla de la madera en el sencillo taller de ebanistería de su padre. Entró con 13 años en el taller de imaginería religiosa de José Rivas, al costado de la Catedral de Santiago de Compostela y más tarde en el taller de Enrique Carballido.

"¡Debido a que es tan, tan joven,Bonome ! Ridículamente joven dijo un crítico, que no sabía sin duda nada de esos años de aprendizaje, un verdadero aprendizaje como aprendiz de un verdadero taller (un santo por día y contundente, para todas las procesiones, todas las capillas y todos los devotos de la provincia) vale cada año por cuatro - o más- de estudio en una academia..."
Margarita Nelken (Madrid 1932)

En 1924, se trasladó a Madrid, donde expuso en el Centro Gallego de Madrid, en la Exposición Nacional, después en La Coruña, y en 1925, en el Centro Gallego de Buenos Aires. De 1926 a 1927 expuso en Barcelona y participó en la Bienal de Venecia, en Monza (donde conoce la obra de Pirandello) y finalmente en La Habana.

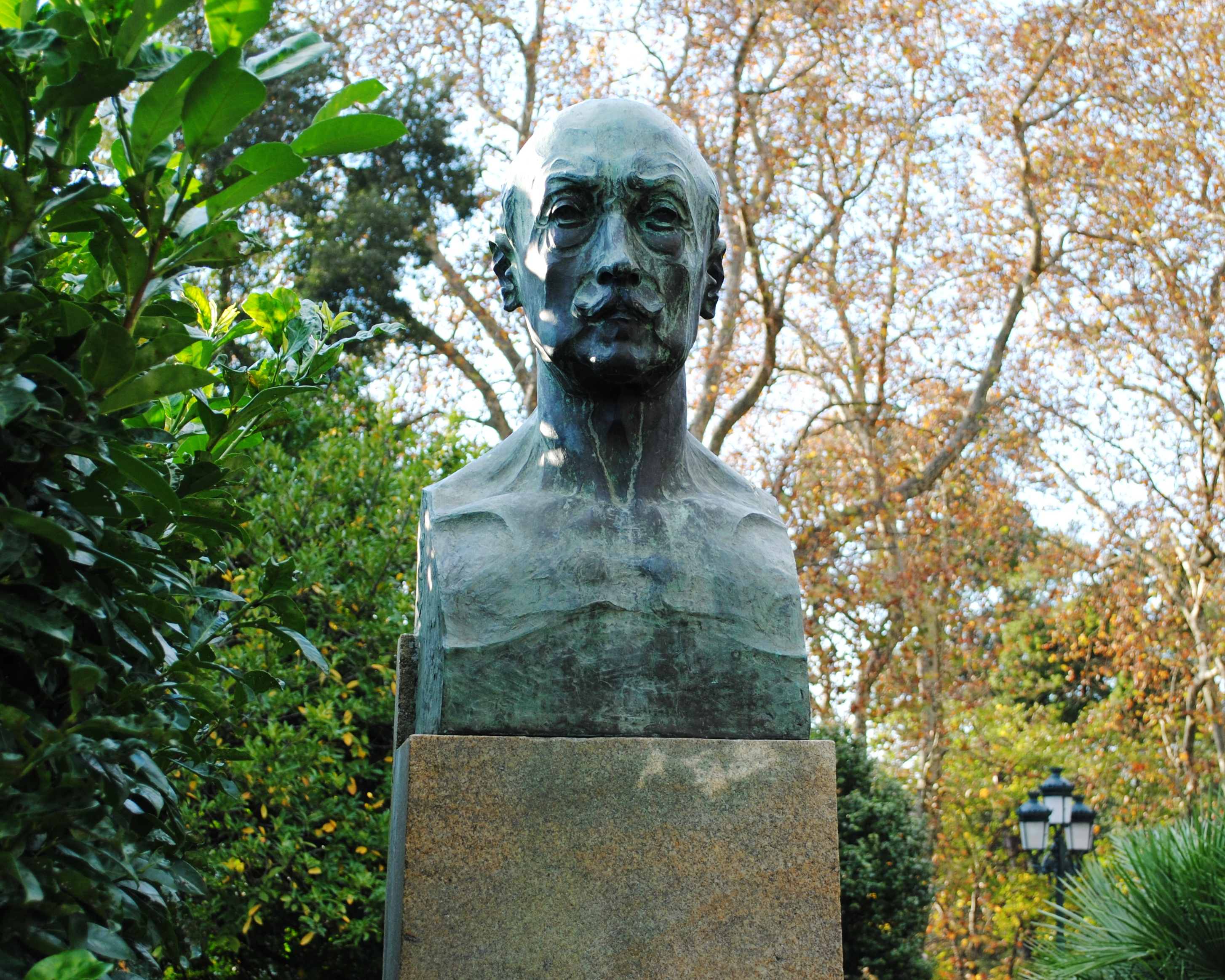
Busto de Fernando Quiñones de León por Bonome

En 1929, coincide en París con Lucas Moreno y Méndez Casal. Expuso en 1931 en la sala de Ferdinand Leblanc-Barbedienne que se convirtió en su editor. En 1940 se casó con Simone Grottard, con la que tuvo dos hijos.
La Segunda Guerra Mundial provocó un profundo cambio en la vida del artista que se volcó en la fabricación de objetos de decoración fundidos en bronce, posteriormente en la cerámica artística para mantener a su familia. Falleció en la capital francesa en 1995.
Entre sus obras pueden destacarse bustos de Quiñones de León; del presidente del gobierno de la Segunda República española en el exilio en París, Manuel Portela Valladares, Antonio Palacios; Valle Inclán, Néstor Martín-Fernández de la Torre. Además del mausoleo del poeta Alejandro Pérez Lugín, las estatuas tituladas La Femme de l'Idole (Centro Pompidou) l'Agriculture et le Travail (Ministerio del Trabajo de Madrid) o Compostellana domu, en el Museo del Prado.